# Contre toi (série télévisée)
Pour les articles homonymes, voir Contre toi (homonymie).
Production
Diffusion
Contre toi est une série télévisée franco-belge réalisée par Christophe Lamotte d'après un scénario de Fabienne Lesieur et Johanne Rigoulot, et diffusée pour la première fois en Belgique le 16 mai 2024 sur La Une et en France le 19 juin 2024 sur France 2.
Cette fiction est une coproduction de Lady Fiction, UGC Fiction, France Télévisions, Be-FILMS, la RTBF (télévision belge) et la société belge Umedia,,.

## Synopsis
Esther et Fred Cavalieri dirigent à Lyon une imprimerie familiale prospère créée jadis grâce à un petit héritage fait par Esther. Mais un jour Fred reçoit des menaces par courrier : il décide alors d'embaucher un garde du corps pour protéger sa femme.
Alors que l'enquête de la lieutenante Nine Garcia patine, le danger se fait de plus en plus pressant : un motard tente d'écraser leur fille Swan et met le feu à l'imprimerie. Dans le même temps, la relation entre Esther et son garde du corps devient de plus en plus intime.

## Distribution
- Virginie Ledoyen : Esther Cavalieri
- Charlie Dupont : Fred Cavalieri
- Lannick Gautry : Mathias, le garde du corps
- Marie Zabukovec : lieutenante Nine Garcia
- Déborah Krey : Laura, la sœur d'Esther
- Lilas-Rose Gilberti-Poisot : Swan, la fille d'Esther et Fred
- Abel Memmi : Joachim
- Juliette Navis : Stella, la femme de Mathias
- Laurent Giroud : le copain de jeunesse d'Esther

## Production

### Genèse et développement
La série est créée et écrite par Fabienne Lesieur et Johanne Rigoulot, et réalisée par Christophe Lamotte,,.

### Attribution des rôles
Un des rôles principaux est dévolu à Charlie Dupont, qui confie sur le lieu tournage au quotidien L'Avenir : « C'est très bien écrit et cela charrie des thèmes très actuels comme la manipulation, la gestion des secrets. Aucun des personnages n'est là où on l'attend. Ils ont tous des secrets lourds à porter. Le scénario aborde aussi la jalousie, puisque le bodyguard que je mets dans les pattes de ma femme va s'avérer être beaucoup plus proche d'elle que prévu. On sort du polar télé classique – qui m'ennuie assez vite – et on se trouve plus dans le thriller domestique ».
Virginie Ledoyen joue le premier rôle féminin, Esther Cavalieri. Quand le magazine Télé 7 jours lui demande ce qui l'a séduite dans ce scénario, l'actrice répond  « En plus de l'intrigue à tiroirs bien ficelée, qui nous entraîne vers de multiples fausses pistes, j'ai apprécié la richesse des caractères. On va découvrir que les protagonistes présentent tous des altérités : certains sont plus vils que d'autres, d'ailleurs, mais tous ont de bonnes raisons d'être suspectés. Et puis j'ai aimé comment l'intrusion de Mathias dans la vie d'Esther va être le déclencheur d'une prise de conscience face à une ambiance familiale oppressante. Il faut saluer le travail du réalisateur, Christophe Lamotte, qui a su mettre en scène tous les personnages avec nuance et sensibilité, sans jamais tomber dans la caricature ». Quant à la collaboration avec Lannick Gautry, elle précise « Je n'avais jamais eu l'occasion de travailler avec lui, mais on s'était déjà croisés. On a débuté le tournage par les scènes torrides. Elles ne sont jamais faciles à jouer. Avec lui, les choses se sont passées de manière fluide, simple et évidente ».
Au magazine Télé 7 jours qui lui demande s'ils ont fait appel à un « coordinateur d'intimité » Virginie Ledoyen répond : « Cela nous a été proposé, mais Lannick et moi avons estimé que nous étions assez grands et que nous nous entendions suffisamment bien pour nous en passer. C'est notre réalisateur, Christophe Lamotte, qui a joué ce "rôle". On savait qu'il avait un regard bienveillant et juste sur ce que ça devait être. Évidemment, ce ne sont pas des scènes où, le matin en rejoignant le plateau, on se dit qu'on va passer une super journée. Pour mille raisons. Mais en ce qui me concerne, ça s'est fait avec énormément de simplicité et de fluidité. Et Lannick est très respectueux. Je n'étais pas gênée ».

### Tournage
Le tournage de la série a lieu du 31 octobre au 22 décembre 2023 en région Auvergne-Rhône-Alpes,,.

### Fiche technique
Sauf indication contraire, les informations mentionnées dans cette section peuvent être confirmées par la base de données cinématographiques Allociné,  présente dans la section « Liens externes ».
- Titre français : Contre toi
- Genre : Drame, romance
- Production : Karine Evrard
- Sociétés de production : Lady Fiction, UGC Fiction, France Télévisions, Be-FILMS, RTBF (télévision belge) et Umedia[1]
- Réalisation : Christophe Lamotte[1]
- Scénario : Fabienne Lesieur et Johanne Rigoulot
- Musique : Alexandre Lessertisseur
- Décors : Audric Kaloustian
- Costumes : Laetitia Bouix
- Photographie : Hugues Poulain
- Son : Benoît Iwanesko
- Montage : Mathilde Carlier
- Maquillage : Maëla Gervais
- Pays de production :  France /  Belgique
- Langue originale : français
- Format : couleur
- Nombre de saisons : 1
- Nombre d'épisodes : 4
- Durée : 52 minutes
- Dates de première diffusion :
  - Belgique : 16 mai 2024 sur La Une[8]
  - France : 19 juin 2024 sur France 2[5]

## Accueil

### Audiences et diffusion

#### En Belgique
En Belgique, la série est diffusée le jeudi vers 20 h 35 sur La Une par salve de deux épisodes les 16 et 23 mai 2024.
| Épisode              | Diffusion            | Diffusion            | Audience moyenne          | Audience moyenne | Réf.   |
| Épisode              | Jour                 | Horaire              | Nombre de téléspectateurs | Classement       | Réf.   |
| -------------------- | -------------------- | -------------------- | ------------------------- | ---------------- | ------ |
| 1                    | Jeudi 16 mai 2024    | 20 h 35 - 21 h 30    | 269 976                   | 1er              | [ 9 ]  |
| 2                    | Jeudi 16 mai 2024    | 21 h 30 - 22 h 30    | 269 976                   | 1er              | [ 9 ]  |
| 3                    | Jeudi 23 mai 2024    | 20 h 35 - 21 h 30    | 295 236                   | 2e               | [ 10 ] |
| 4                    | Jeudi 23 mai 2024    | 21 h 30 - 22 h 30    | 295 236                   | 2e               | [ 10 ] |
|                      |                      |                      |                           |                  |        |
| Moyenne de la saison | Moyenne de la saison | Moyenne de la saison | 282 441                   |                  |        |

- Les plus hauts chiffres d'audience
- Les plus bas chiffres d'audience

#### En France
En France, la série est diffusée le mercredi vers 21 h 10 sur France 2 par salve de deux épisodes les 19 et 26 juin 2024.
| Épisode              | Diffusion             | Diffusion            | Audience moyenne          | Audience moyenne                       | Audience moyenne | Réf.   |
| Épisode              | Jour                  | Horaire              | Nombre de téléspectateurs | Part de marché (sur les 4 ans et plus) | Classement       | Réf.   |
| -------------------- | --------------------- | -------------------- | ------------------------- | -------------------------------------- | ---------------- | ------ |
| 1                    | Mercredi 19 juin 2024 | 21 h 10 - 22 h 00    | 2 930 000                 | 14,8 %                                 | 1er              | [ 11 ] |
| 2                    | Mercredi 19 juin 2024 | 22 h 00 - 22 h 55    | 2 830 000                 | 15,6 %                                 | 1er              | [ 11 ] |
| 3                    | Mercredi 26 juin 2024 | 21 h 10 - 22 h 00    | 2 150 000                 | 11,3 %                                 | 3e               | [ 12 ] |
| 4                    | Mercredi 26 juin 2024 | 22 h 00 - 22 h 55    | 2 090 000                 | 11,8 %                                 | 3e               | [ 12 ] |
|                      |                       |                      |                           |                                        |                  |        |
| Moyenne de la saison | Moyenne de la saison  | Moyenne de la saison | 2 500 000                 | 13,4 %                                 |                  |        |

- Les plus hauts chiffres d'audience
- Les plus bas chiffres d'audience